# August Froehlich
August Froehlich (n. 26 ianuarie 1891, Königshütte, Imperiul German – d. 22 iunie 1942, Lagărul de concentrare Dachau, Bavaria, Germania Nazistă) a fost un preot catolic din Silezia, opozant al regimului nazist, apărător al drepturilor omului, deportat în Lagărul de concentrare Dachau, unde a decedat.